# Jean-Joseph Sanfourche
|  | Per a altres significats, vegeu «Sanfourche». |

Jean-Joseph Sanfourche, conegut simplement com a Sanfourche (Bordeus, 25 de juny de 1929 - Sent Liunard, 13 de març de 2010) fou un pintor, poeta, dissenyador i escultor francès. Va practicar l'art brut i va ser l'amic de Gaston Chaissac, Jean Dubuffet, Robert Doisneau, amb qui va mantenir una correspondència.